# Veszprém vármegyei 3. sz. országgyűlési egyéni választókerület
A Veszprém vármegyei 3. sz. országgyűlési egyéni választókerület egyike annak a 106 választókerületnek, amelyre a 2011. évi CCIII. törvény Magyarország területét felosztja, és amelyben a választópolgárok egy-egy országgyűlési képviselőt választhatnak. A választókerület nevének szabványos rövidítése: Veszprém 03. OEVK. Székhelye: Tapolca

## Területe
A választókerület az alábbi településeket foglalja magába:
1. Ábrahámhegy
2. Ajka
3. Badacsonytomaj
4. Badacsonytördemic
5. Balatonederics
6. Balatonrendes
7. Bazsi
8. Bodorfa
9. Csabrendek
10. Dabronc
11. Gógánfa
12. Gyepükaján
13. Gyulakeszi
14. Halimba
15. Hegyesd
16. Hegymagas
17. Hetyefő
18. Hosztót
19. Kapolcs
20. Káptalanfa
21. Káptalantóti
22. Kékkút
23. Kisapáti
24. Kővágóörs
25. Lesencefalu
26. Lesenceistvánd
27. Lesencetomaj
28. Megyer
29. Mindszentkálla
30. Monostorapáti
31. Nagyvázsony
32. Nemesgulács
33. Nemeshany
34. Nemesvita
35. Nyirád
36. Öcs
37. Pula
38. Pusztamiske
39. Raposka
40. Révfülöp
41. Rigács
42. Salföld
43. Sáska
44. Sümeg
45. Sümegprága
46. Szentbékkálla
47. Szentimrefalva
48. Szigliget
49. Szőc
50. Taliándörögd
51. Tapolca
52. Ukk
53. Uzsa
54. Veszprémgalsa
55. Vigántpetend
56. Zalaerdőd
57. Zalagyömörő
58. Zalahaláp
59. Zalameggyes
60. Zalaszegvár

## Országgyűlési képviselője
| Név                  | Párt | Párt        | Terminus    | Megjegyzés                                           |
| -------------------- | ---- | ----------- | ----------- | ---------------------------------------------------- |
| Lasztovicza Jenő     |      | Fidesz-KDNP | 2014 – 2015 | A 2014-es országgyűlési választás eredménye:         |
| Rig Lajos            |      | Jobbik      | 2015 – 2018 | A 2015-ös időközi országgyűlési választás eredménye: |
| Fenyvesi Zoltán      |      | Fidesz-KDNP | 2018 – 2022 | A 2018-as országgyűlési választás eredménye:         |
| Dr. Navracsics Tibor |      | Fidesz-KDNP | 2022 –      | A 2022-es országgyűlési választás eredménye:         |

## Demográfiai profilja
| Iskolai végzettség                | Iskolai végzettség               | Iskolai végzettség | Iskolai végzettség | Iskolai végzettség |
| --------------------------------- | -------------------------------- | ------------------ | ------------------ | ------------------ |
|                                   |                                  |                    |                    | fő                 |
| Általános iskolát nem végezte el  | Általános iskolát nem végezte el |                    | 1264               | 1264               |
| Általános iskola                  | Általános iskola                 |                    | 13488              | 13488              |
| Szakmunkás                        | Szakmunkás                       |                    | 20330              | 20330              |
| Érettségi                         | Érettségi                        |                    | 21032              | 21032              |
| Diploma                           | Diploma                          |                    | 10318              | 10318              |
| A 2022. évi népszámlálás szerint. |                                  |                    |                    |                    |

A Veszprém vármegyei 3. sz. választókerület lakónépessége 2022. október 1-jén 78 677 fő volt. A 2011-es és a 2022-es népszámlálás között 5558 fővel csökkent a választókerület lakosság száma. A választókerületben a korösszetétel alapján a legtöbben a középkorúak élnek 29 622 fővel, míg a legkevesebben a gyermekek 12 245 fővel. A választókerület lakosságának a 81,4%-nál van internet elérési lehetőség.
A legmagasabb befejezett iskolai végzettség szerint az érettségi végzettséggel rendelkezők élnek a legtöbben 21 032 fő, utánuk a következő nagy csoport a szakmunkások 20 330 fővel.
Gazdasági aktivitás szerint a lakosság közel fele foglalkoztatott 38 257 fő, második legjelentősebb csoport az inaktív keresők, akik főleg nyugdíjasok 21 476 fővel.
A választókerület legjelentősebb nemzetiségi csoportja a német 1280 fő, illetve a cigány 525 fő. Magyar állampolgársággal nem rendelkező külföldi állampolgárok aránya 1,2%.
Vallási összetétel szerint a választókerületben lakók legnagyobb vallása a római katolikus (28 593 fő), valamint jelentős közösség még a reformátusok (2075 fő). A vallási közösséghez nem tartozók száma szintén jelentős (5998 fő), a választókerületben a második legnagyobb csoport a római katolikus vallás után.

## Országgyűlési választások
| Párt                             |                        | Jelölt                 | Szavazatok | %     | ± %  |
| -------------------------------- | ---------------------- | ---------------------- | ---------- | ----- | ---- |
| Fidesz-KDNP                      |                        | Navracsics Tibor       | 22 978     | 50,7  | 3,79 |
| Egységben Magyarországért        |                        | Rig Lajos              | 20 797     | 44,51 | 6,52 |
| MKKP                             |                        | Sándor Balázs          | 1115       | 2,39  | 1,21 |
| Független                        |                        | Takács Lajos           | 727        | 1,56  | Új   |
| MEMO                             |                        | Fórizs Lajos           | 396        | 0,85  | Új   |
| Megjelent                        | Megjelent              | Megjelent              | 47 264     | 70    | 0,01 |
| Választópolgárok száma           | Választópolgárok száma | Választópolgárok száma | 67 516     | 100   | 3,68 |
| A Fidesz-KDNP tartja a körzetet. |                        |                        |            |       |      |

| Párt                                           |                        | Jelölt                 | Szavazatok | %     | ± %   |
| ---------------------------------------------- | ---------------------- | ---------------------- | ---------- | ----- | ----- |
| Fidesz-KDNP                                    |                        | Fenyvesi Zoltán        | 22 838     | 46,91 | 12,64 |
| Jobbik                                         |                        | Rig Lajos              | 19 748     | 40,56 | 5,07  |
| MSZP                                           |                        | Kárpáti Lajos          | 3992       | 8,2   | 18    |
| LMP                                            |                        | Takács Lajos           | 1107       | 2,27  | 0,25  |
| MKKP                                           |                        | Pavlovics Márk         | 576        | 1,18  | Új    |
| Munkáspárt                                     |                        | Hajós Erika Ibolya     | 87         | 0,18  | 0,03  |
| Egyéb pártok                                   |                        |                        | 337        | 0,69  | 1,11  |
| Megjelent                                      | Megjelent              | Megjelent              | 49 062     | 69,99 | 28,21 |
| Választópolgárok száma                         | Választópolgárok száma | Választópolgárok száma | 70 094     | 100   | 2,46  |
| A Fidesz-KDNP elnyeri a körzetet a Jobbik-tól. |                        |                        |            |       |       |

| Párt                                           |                        | Jelölt                 | Szavazatok | %     | ± %   |
| ---------------------------------------------- | ---------------------- | ---------------------- | ---------- | ----- | ----- |
| Jobbik                                         |                        | Rig Lajos              | 10 608     | 35,49 | 12    |
| Fidesz-KDNP                                    |                        | Fenyvesi Zoltán        | 10 243     | 34,27 | 8,87  |
| MSZP, DK                                       |                        | Pad Ferenc             | 7830       | 26,2  | 1,14  |
| LMP                                            |                        | Sallee Barbara         | 605        | 2,02  | 0,94  |
| Munkáspárt                                     |                        | Filemon Kristóf        | 63         | 0,21  | Új    |
| Egyéb pártok                                   |                        |                        | 542        | 1,8   | 0,97  |
| Megjelent                                      | Megjelent              | Megjelent              | 30 031     | 41,78 | 18,12 |
| Választópolgárok száma                         | Választópolgárok száma | Választópolgárok száma | 71 861     | 100   | 0,93  |
| A Jobbik elnyeri a körzetet a Fidesz-KDNP-től. |                        |                        |            |       |       |

| Párt                                |                        | Jelölt                 | Szavazatok | %     | ± % |
| ----------------------------------- | ---------------------- | ---------------------- | ---------- | ----- | --- |
| Fidesz-KDNP                         |                        | Lasztovicza Jenő       | 18 570     | 43,14 |     |
| Összefogás                          |                        | Horváth József         | 11 769     | 27,34 |     |
| Jobbik                              |                        | Dobó Zoltán            | 10 110     | 23,49 |     |
| LMP                                 |                        | Guzslován Gábor        | 1276       | 2,96  |     |
| Szociáldemokraták                   |                        | Tóth Tibor             | 147        | 0,34  |     |
| Egyéb pártok                        |                        |                        | 1170       | 2,71  |     |
| Megjelent                           | Megjelent              | Megjelent              | 43 443     | 59,9  |     |
| Választópolgárok száma              | Választópolgárok száma | Választópolgárok száma | 72 527     | 100   |     |
| A Fidesz-KDNP nyeri meg a körzetet. |                        |                        |            |       |     |